# الغويبة (الأحساء)
الغويبة هي إحدى قرى محافظة الأحساء في المنطقة الشرقية في المملكة العربية السعودية، تأسست سنة 1396هـ/1978م.

## أصل التسمية
تعني كلمة الغويبة المساحة الشاسعة من الغابات.

## الموقع
تقع الغويبة قريبًا من الطريق الواصل بين طريق الظهران/ العقير /ساحة الجاهورة وتبعد عن ساحة الجاهورة ب15 كيلومتر.

## المدارس
توجد في في الغويبة ست مدارس.

### البنات
- إبتدائي والمتوسط والثانوي بقسمية العلمي و الأدبي

### الشباب
- إبتدائي عام نهاري [3]
- متوسط عام نهاري مدرسة جابر بن حيان المتوسطة
- ثانوي عام نهاري علمي فقط
- محو أمية[4]
- مدرسة الغويبة الليلية[5]